# Lewes (East Sussex)
Lewes is een civil parish in het bestuurlijke gebied Lewes, in het Engelse graafschap East Sussex. De plaats telt 17.297 inwoners.